# Carlos de la Garza
Carlos de la Garza (...) è un produttore discografico, polistrumentista e compositore statunitense.

## Biografia
Dopo aver iniziato come batterista in varie band californiane, tra le quali anche i Reel Big Fish, nel 2001 decide di dedicarsi a tempo pieno alla produzione e all'ingegneria discografica. Da allora ha lavorato agli album di artisti di successo come Paramore, M83, Neon Trees, Twin Shadow, Tegan and Sara, Breathe Carolina e Young the Giant, molto spesso anche come strumentista. Dal 2005 detiene uno studio di registrazione a Eagle Rock, a Los Angeles, chiamato Music Friends.